# Мария Елеонора фон Золмс-Хоензолмс
Мария Елеонора фон Золмс-Хоензолмс (на немски: Maria Eleanore zu Solms-Hohensolms: * 16 декември 1632 в Хоензолмс; † 12 август 1689 в Кьолн) е графиня фон Золмс-Хоензолмс и чрез женитба ландграфиня на Хесен-Рейнфелс-Ротенбург и Хесен-Ешвеге.
Тя е дъщеря, десетото дете, на граф Филип Райнхард I фон Золмс-Хоензолмс (1593 – 1636) и съпругата му графиня Елизабет Филипина фон Вид (1593 – 1635), дъщеря на граф Вилхелм IV фон Вид (1560 – 1612) и графиня Йохана Сибила фон Ханау-Лихтенберг (1564 – 1636).

## Фамилия
Мария Елеонора се омъжва през юни 1647 г. във Франкфурт за ландграф Ернст I фон Хесен-Рейнфелс-Ротенбург (1623 – 1693), ландграф на Хесен-Рейнфелс-Ротенбург и от 1655 г. ландграф на Хесен-Ешвеге. От 1649 г. те резидират в замък Рейнфелс. На 6 януари 1652 г. в Кьолн те стават католици. Двамата имат две деца:
- Вилхелм (1648 – 1725), ландграф на Хесен-Ротенбург
- Карл (1649 – 1711), ландграф на Хесен-Ванфрид.